# Infanteria motoritzada
La infanteria motoritzada és un tipus d'infanteria que es desplaça en camions, o d'altres vehicles no blindats, i combat a peu.
Els vehicles ofereixen una millora de mobilitat a la infanteria, que deixa de dependre dels seus propis mitjans o dels trens, i n'incrementa la flexibilitat, permetent que puguin dur més equipament: metralladores, morters, queviures o material mèdic, armament antitancs… El desavantatge respecte a la infanteria convencional és que es passa a ser dependent del combustible per a moure's.
La infanteria motoritzada va ser decisiva en el desenvolupament de la Segona Guerra Mundial, permetent que la infanteria seguís els tancs durant les maniobres de la guerra llampec.
No s'ha de confondre amb la infanteria mecanitzada, que fa servir vehicles blindats més ben armats i protegits com els vehicles de combat d'infanteria o els transports blindats de personal.